# فؤاد الخشن
فؤاد الخشن (ولد عام 1924 في الشويفات وتُوفيّ عام 2006)، هو شاعر وأديب لبناني.

## الحياة المبكّرة والتعليم
وُلد فؤاد الحشن في مدينة الشويفات بلبنان عام 1924 حيث درس وترعرعَ هناك. تخرّج فؤاد في دار المعلمين اللبانية، ثم تزوج من الشاعرة أدال الخشن. نزح الشاعر اللبناني قي وقتٍ ما إلى دولة فنزويلا وظلَّ فيها حتى العام 1960 حينما عاد إلى لبنان.

## المسيرة المهنيّة
كان فؤاد الخشن يُركّز في البداية إنتاجهُ الأدبي على النصوص الشعريّة والنثريّة حيث نشر عددًا غير معروف من النصوص والقصائد في في مجلتي الأديب الأداب. ركّز الخشن في موضوعاته على قضايا الحب والغزل والوطن والريف، كما تغنَّى كثيرًا بالطبيعة اللبنانية التي كان يصفها بالخلابة والأخاذة على الدوام.
برز فؤاد الخشن حينما كان يعيش في فنزويلا يوم نشر في تشرين الثاني/نوفمبر 1946 قصيدة في مجلة الأديب اللبنانية بعنوان «أنا لولاكِ»، والقصيدة على بحر الرمل، تتراوح تفعيلاتها بين الواحدة والخمس للسطر الواحد، كما يختلف نظام الأسطر من مقطع إلى آخر. انتمى الشاعر فؤاد الخشن إلى مناخ الشعر اللبناني الذي كان سائدًا في الأربعينيات والخمسينيات من القرن الماضي ومن رموزه سعيد عقل وصلاح لبكي وصلاح الأسير، وهو شعر غنائي، رومانسي، في أكثره، شجي، عذب، يفيضُ بالصور والألفاظ اللطيفة، وفيه اهتمام ملفت بأمرين: الطبيعة والمرأة.
انضمَّ فؤاد الخشن في وقتٍ ما لاتحاد الكتاب اللبنانيين ذي الطابع الشيوعي وصار فردًا من هذا الاتحاد الذي كان يرأسهُ حسين مروة عضو اللجنة المركزية للحزب الشيوعي اللبناني ومعه مجموعة أخرى من الشيوعيين.

## قائمة أعماله
هذه قائمةٌ بأعمال الشاعر اللبناني فؤاد الخشن:
- سوار الياسمين[8]
- معبد الشوق[9]
- سنابل حزيران[10]
- ديوان فؤاد الخشن[11]
- غابة الزيتون[12]
- أدونيس وعشتروت[13]
- الهوى وحديث العينين[14]
- أصداء وصور[15]

وهذه قائمةٌ أخرى بأبرز قصائده:
- مستحمة
- الموعد الضائع
- القبلة الأولى
- إلى باكية
- الزهرة الحمراء
- إلى مبتذلة
- ذكرى ليلة
- إلى شقراء
- الحبيبة الصغيرة
- حنين
- دار الياسمينة
- قبر شاعر
- إلى ريغيتي الجميلة
- الحبيبة الغائبة
- ظمأ
- قبلة
- إلى راقصة